# Hidroeléctrica Ibérica
Hidroeléctrica Ibérica fue una empresa española dedicada a la generación y distribución de energía eléctrica, que fue fundada en Bilbao por el ingeniero Juan Urrutia Zulueta el 19 de julio de 1901 con capital aportado por el Banco de Vizcaya. Inicialmente, esta compañía se dedicó al aprovechamiento hidroeléctrico de diversos saltos que construyó en el norte de España, principalmente en la cuenca del Ebro. 
En 1944, Hidroeléctrica Ibérica se fusionó con Saltos del Duero, que había sido fundada en 1918 para explotar el aprovechamiento hidroeléctrico del río Duero en su tramo fronterizo con Portugal. La fusión se concretó el 30 de septiembre de 1944, dando lugar a Iberduero.

## Historia

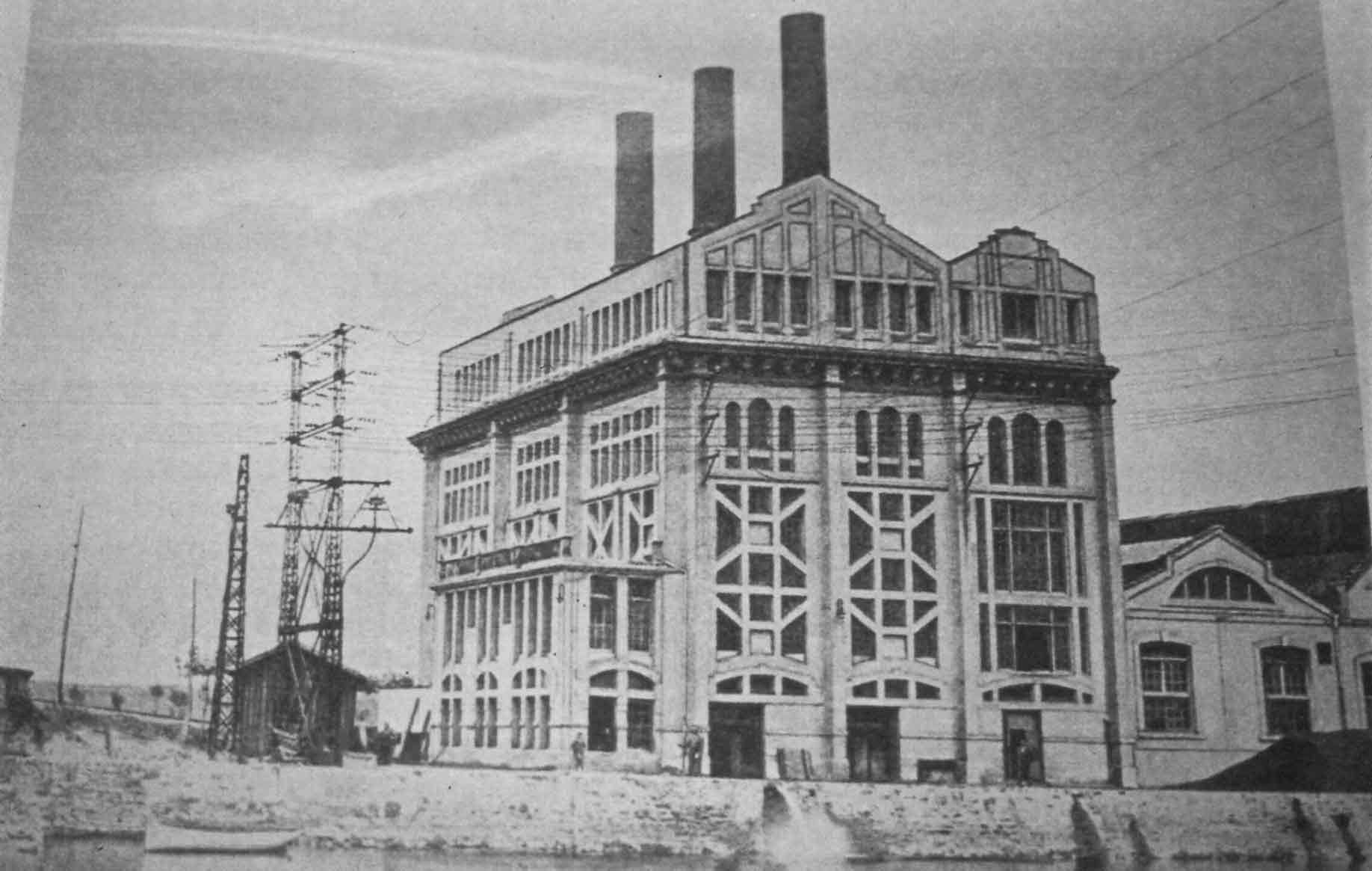
La central térmica de Burceña, la primera gran térmica del norte de España, que funcionó entre 1907 y 1985.

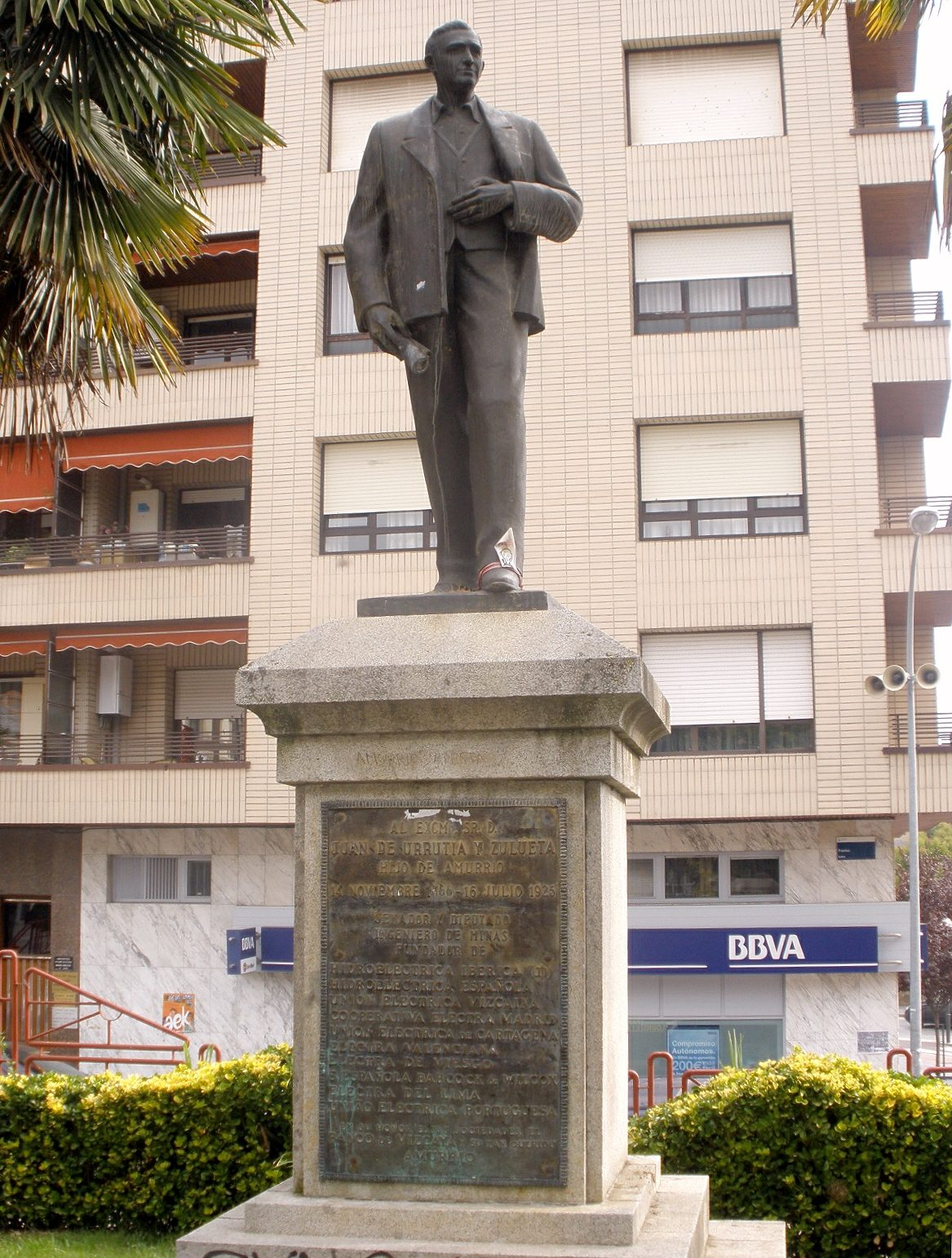
Monumento al ingeniero Juan de Urrutia y Zulueta, fundador de Hidroeléctrica Ibérica e Hidroeléctrica Española en su localidad natal de Amurrio.

A finales del s. XIX, la generación de energía hidroeléctrica en España constituía la base de la producción de electricidad, y así surgieron diversas empresas que comercializaban la generación a través de centrales instaladas en presas que aprovechaban el cauce de los ríos. De esta forma, a principios de 1901 los empresarios Eduardo Aznar y Tutor (marqués de Bérriz e hijo de Eduardo de Aznar y de la Sota) y José Orueta y Nenín (diputado y director de Sociedad Española de Construcciones Metálicas) que disponían de la explotación de los saltos de Quintana, Besantes y Camajón en la zona del Alto Ebro contactaron con el ingeniero de minas Juan de Urrutia y Zulueta para la constitución de una sociedad que gestionase su producción eléctrica.
Las excelentes relaciones de Orueta con el rey Alfonso XIII facilitaron la constitución de la empresa, denominada Sociedad Hidroeléctrica Ibérica, que fue constituida el 19 de julio de 1901. A las concesiones iniciales se sumaron rápidamente otras en los ríos Leizarán, Urdón, Mijares, Júcar y Segre, y posteriormente en el Tajo para acometer el suministro también a Madrid. El objetivo de Urrutia fue la construcción en España del mayor número posible de saltos de agua para ofrecer energía a la mayor cantidad de población sin necesidad de instalar una gran red de distribución. El capital social de la fundación fue de 20 millones de pesetas, con el importante apoyo financiero del Banco de Vizcaya. En 1904 se puso en funcionamiento su primera gran instalación, el salto de Quintana en Cillaperlata en el río Ebro, cuya producción era trasladada a Vizcaya a través de líneas de 30 kV para su distribución sobre todo a empresas e instituciones bilbaínas.
En 1907, junto con el banquero Lucas de Urquijo Urrutia, Juan de Urrutia fundó la sociedad Hidroeléctrica Española, con un capital inicial de 12 millones de pesetas, y participada al 44% por Hidroeléctrica Ibérica, que nombró 6 de sus 18 consejeros, por lo que fue considerada su filial. A cambio, la nueva empresa recibía de la Ibérica sus concesiones en el río Tajo y el embalse del Molinar con su central hidroeléctrica del Molinar en Villa de Ves (Albacete). Un año después, unificó varias compañías distribuidoras para crear Unión Eléctrica Vizcaína, logrando dominar así la mayor parte del mercado vizcaíno. Además, puso en marcha su primera gran instalación termoeléctrica, la central térmica de Burceña en Baracaldo.
En 1923 se puso en servicio la central de Lafortunada, en el Pirineo aragonés, que suministraba energía a Bilbao a través de líneas de 132 kV. En 1925, la sociedad se deshizo de sus acciones en Hidroeléctrica Española, de la que llegó a disponer de un 55% de su capital. En 1927 nació Saltos del Duero, como resultado de un tratado internacional entre España y Portugal para el aprovechamiento hidroeléctrico del río Duero y sus afluentes. Esta nueva sociedad, con su embalse de Ricobayo en aguas del Esla como principal activo, supuso una importante competencia para Ibérica al convertirse en productora predominante. El estallido de la guerra civil española en 1936 supuso un grave estancamiento en el desarrollo del sector, así como la destrucción de muchas de sus instalaciones. Tras la guerra, y con la llegada de la autarquía del franquismo, se realizó una reconversión del sector, y el régimen acometió la fusión de Hidroeléctrica Ibérica y Saltos del Duero, dando lugar a Iberduero el 30 de septiembre de 1944. HI aportó a la nueva empresa 250 millones de pesetas en acciones, 62 millones en obligaciones y una producción de 188 GWh.

## Presidentes
- Eduardo Aznar Tutor (1901)
- Benito Alzola (1905)
- Fernando María de Ybarra (1908)